# Cachamate (yerba mate)
Cachamate – argentyńska marka yerba mate.
Występuje m.in. jako:
- Cachamate – zawiera 60% yerba mate, 27% mięty polnej, 3% rumianku i inne zioła. Przeznaczona do picia na zimno (Tereré).
- Cachamate  Yerba Mate Rosa – zawiera miętę polną, boldo i miętę pieprzową.
- Cachamate  Yerba Mate Menta – zawiera miętę.
- Cachamate  Yerba Mate Seleccion – z dodatkiem ziół: poleo, mięty pieprzowej, rumianku, kolendry, kopru włoskiego oraz zioła Te del Inca (łac. lippia integrifolia).
- Cachamate  Yerba Mate Naranja – z dodatkiem aromatu pomarańczowego.